# Ізабелла Ібелінська
Ізабелла Ібелінська (1241—1324) — королева Кіпру та Єрусалиму в шлюбі з Гуго III Кіпрським.
Ізабелла була донькою Гая Ібелінського, маршала і коннетабля Кіпрського королівства.
Стала дружиною Гуго ІІІ Антіохійського, який змінив свого бездітного двоюрідного брата Гуго II на посаді короля Кіпру в 1267 році завдяки зв'язкам її родини. У 1268 році її чоловік також став королем Єрусалиму. Він помер у 1284 році, і корони перейшли до їхніх синів, спочатку Іоанна I, а незабаром після цього до Генріха II.
Коли її син Амальрік захопив владу в 1306 році, королева Ізабелла і її брат Філіп безуспішно підтримали її старшого сина короля Генріха. Амальрік був убитий 5 червня 1310 року, губернатором замість нього був оголошений інший син, Еймері. Але до 11 червня прихильники ув'язненого короля зв'язалися зі своєю матір'ю, королевою Ізабеллою, папськими представниками та стороною Еймері. Еймері переважав чисельно, і він погодився зі своїми прихильниками повернути Генрі в обмін на обіцянку Ізабелли переконати Генрі помилувати їх і ратифікувати юридичні операції, які вони укладали. Посланці доповіли королю Якову II Арагонському, чоловікові дочки Ізабелли Марії, що Ізабелла та Філіп перебували при дворі Генріха до кінця його правління.

## Потомство
У шлюбі з Гуго III народила дітей:
- Іоанн I (помер у 1285 р.), який став його наступником як король Єрусалиму та Кіпру;
- Боемунд (бл. 1268 — Тір, 3 листопада 1281, похований у францисканській церкві Нікосії);
- Генріх II (1271 — 31 серпня 1324), який став наступником Іоанна на посаді короля Єрусалиму та Кіпру;
- Амальрік (помер 5 червня 1310), коннетабль Єрусалиму, який змінив Генріха і став регентом Кіпру;
- Марія (1273 — вересень 1322 в Тортосі і похована в Барселоні), дружина короля Якова II Арагонського;
- Еймері (1274—1280 — незадовго до 9 квітня 1316), змінив Гая на посаді коннетабля Кіпру в 1303 році, ненадовго змінив Амальріка на посаді регента та губернатора Кіпру 6 червня 1310 року;
- Гай (1275—1280–1303 — ймовірно похований у Нікосії), коннетабль Кіпру бл. 1291, одружений 7 грудня 1291 Есківа з Ібеліна, леді Бейрута (1253—1312), батьки:
  - Гуго IV Кіпрський
  - Ізабелла (1296—1300 — після 1340), з 21 липня 1322 року дружина Одо з Дамп'єра, титулярного коннетабля Єрусалиму (помер 1330)
- Маргарита (бл. 1276 — у Вірменії, 1296), дружина короля Вірменії Тороса III;
- Аліса (1277—1280 — після березня 1324), з 1292—1295 або бл. 1292/1294 дружина Баліана Ібелінського (помер 1315/1316 в Керинії, незадовго до 19 квітня 1316), титулярного князя Галілеї та Віфлеєму;
- Гельвіс (помер після березня 1324 р.);
- Ізабелла (бл. 1280—1319), з 1285/1290 рр. дружина Костянтина Негірського, володаря Парцерперта (помер у 1308 р.), з бл. 1310 року дружина короля Вірменії Ошина, який розлучився з нею до або в 1316 році.